# Maghadena andringitrensis
Maghadena andringitrensis är en fjärilsart som beskrevs av Pierre E.L. Viette 1972. Maghadena andringitrensis ingår i släktet Maghadena och familjen nattflyn. Inga underarter finns listade i Catalogue of Life.